# Yukarıçakırçayı, Hanönü
Yukarıçakırçayı là một xã thuộc huyện Hanönü, tỉnh Kastamonu, Thổ Nhĩ Kỳ. Dân số thời điểm năm 2008 là 34 người.